# 帕納久里什泰市鎮
帕納久里什泰市，是保加利亞的城鎮，位於該國西南部，由帕扎爾吉克州負責管轄，首府設於帕納久里什泰，面積409.94平方公里，2005年人口29,992，人口密度每平方公里73.16人。

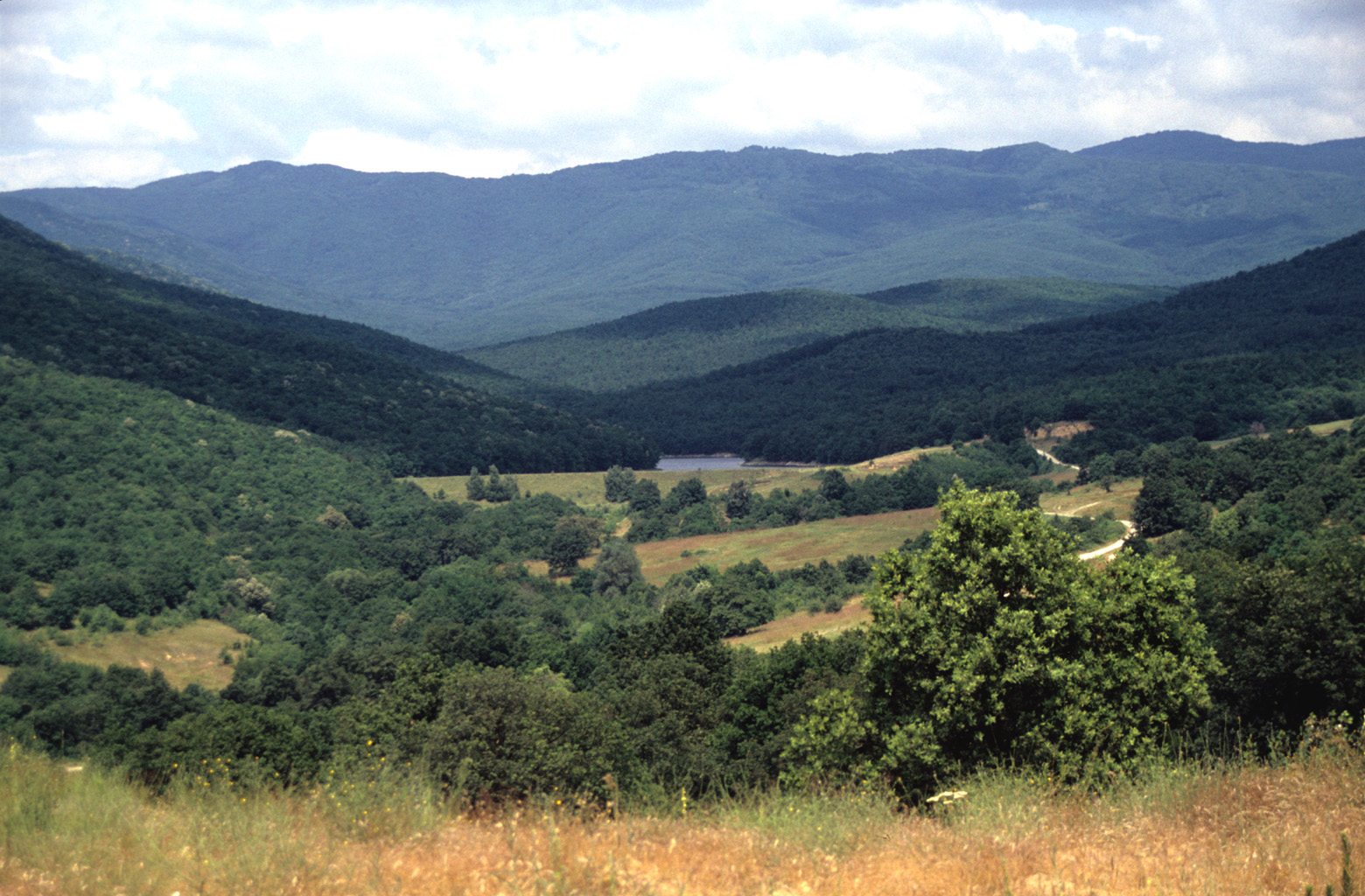

42°30′11″N 24°11′2″E / 42.50306°N 24.18389°E